# Список Героев Социалистического Труда (Саакян — Сальникова)
Эта страница является частью списка Героев Социалистического Труда и перечисляет в алфавитном порядке лиц, удостоенных звания Героя Социалистического Труда, чьи фамилии начинаются с буквы «С», от Саакян до Сальникова.
- Список не включает дважды и трижды Героев Социалистического Труда, а также лиц, лишённых этого звания.
- Список содержит информацию о датах жизни, роде деятельности и дате присвоения звания Героя.
- Герои, удостоенные звания посмертно, выделены в списке  серым цветом .
- Герои, сменившие фамилию после присвоения звания, приводятся в списках дважды, при этом строка с новой фамилией выделяется  бежевым цветом  и не имеет номера.

## Список людей, фамилии которых начинаются с «С»
| Навигационная таблица | Навигационная таблица    |
| --------------------- | ------------------------ |
| «С»                   | Саакян — Сальникова      |
| «С»                   | Самадалашвили — Саяхимов |
| «С»                   | Сборщикова — Сечина      |
| «С»                   | Сибиркин — Сиюхов        |
| «С»                   | Скаженик — Смыслин       |
| «С»                   | Снегирёв — Союстов       |
| «С»                   | Спаривак — Стычинский    |
| «С»                   | Субаев — Сяплов          |

| №          | Фамилия, имя, отчество            | Даты жизни              | Деятельность | Дата присвоения | ГС         |
| ---------- | --------------------------------- | ----------------------- | --- | --------------- | ---------- |
| 1          | Саакян Егиш Назарович             | 1905 — ????             | Бригадир колхоза «ОГПУ» Талинского района Армянской ССР | 04.05.1948      | [ ГС 1 ]   |
| 2          | Саакян Маргарит Темоевна          | 1927 — ????             | Звеньевая колхоза «КИМ» Октемберянского района Армянской ССР | 14.06.1950      | [ ГС 2 ]   |
| 3          | Саакян Шайвоски Енгоевна          | 1928 — ????             | Звеньевая виноградарского совхоза «Наринджи» Министерства пищевой промышленности СССР, Октемберянский район Армянской ССР                                                                   | 30.06.1951      | [ ГС 3 ]   |
| 4          | Саар Аврелия Владимировна         | 08.08.1919 — 04.09.2007 | Доярка совхоза «Удева» Министерства совхозов СССР, Пайдеский уезд Эстонской ССР | 05.10.1949      | [ ГС 4 ]   |
| 5          | Саар Лийви Альфредовна            | род. 1937               | Бригадир животноводческой фермы Вяндраского опытного совхоза Пярнуского района Эстонской ССР                                                                                                | 16.03.1981      |            |
| 6          | Саар Найма Юхановна               | 28.03.1919 — 15.07.2010 | Свинарка опорно-показательного совхоза «Тори» Пярнуского района Эстонской ССР | 01.10.1965      | [ ГС 5 ]   |
| 7          | Сабазбеков Ташмет                 | 1886 — ????             | Старший чабан колхоза «Бирлес» Луговского района Джамбулской области | 23.07.1948      | [ ГС 6 ]   |
| 8          | Сабахтаришвили Михаил Батломович  | 1911 — ????             | Главный агроном районного отдела сельского хозяйства Цхакаевского района Грузинской ССР | 21.02.1948      | [ ГС 7 ]   |
| 9          | Сабденбеков Тургын                | 1890 — ????             | Старший чабан колхоза «Бостандык» Таласского района Джамбулской области | 23.07.1948      | [ ГС 8 ]   |
| 10         | Сабденов Рахим Сабденович         | 09.05.1929 — 28.05.2000 | Директор племзавода «Ленинский» Луговского района Джамбулской области | 03.03.1980      | [ ГС 9 ]   |
| 11         | Сабельников Виктор Максимович     | 07.11.1914 — 13.11.1998 | Директор Центрального научно-исследовательского института точного машиностроения Министерства оборонной промышленности СССР, гор. Климовск Московской области                               | 15.01.1976      | [ ГС 10 ]  |
| 12         | Сабельников Иван Максимович       | 07.01.1914 — 10.03.1966 | Старший сварщик проволочно-штрипсового цеха Магнитогорского металлургического комбината Челябинского совнархоза                                                                             | 19.07.1958      | [ ГС 11 ]  |
| 13         | Сабельникова Агафья Антоновна     | 1910 — ????             | Звеньевая семеноводческого совхоза «Кубань» Министерства совхозов СССР, Гулькевичский район Краснодарского края                                                                             | 06.04.1948      | [ ГС 12 ]  |
| 14         | Сабиашвили Захар Георгиевич       | 1897 — ????             | Звеньевой колхоза «Ленинис андердзи» Лагодехского района Грузинской ССР | 03.05.1949      | [ ГС 13 ]  |
| 15         | Сабиев Бабик                      | 1932 — 30.06.2010       | Старший шлаковщик Чимкентского завода фосфорных солей Министерства химической промышленности СССР                                                                                           | 20.04.1971      | [ ГС 14 ]  |
| 16         | Сабинин Евгений Николаевич        | 02.04.1919 — 19.10.2005 | Директор Тульского оружейного завода Министерства оборонной промышленности СССР | 26.04.1971      | [ ГС 15 ]  |
| 17         | Сабирзянов Абдула Сабирзянович    | 26.10.1900 — 24.02.1973 | Буровой мастер треста «Ставропольнефть» объединения «Куйбышевнефть» Министерства нефтяной промышленности восточных районов СССР, Куйбышевская область                                       | 08.05.1948      | [ ГС 16 ]  |
| 18         | Сабиров Закиржон                  | род. 1924               | Председатель колхоза «Правда Востока» Ленинского района Андижанской области | 08.04.1971      |            |
| 19         | Сабиров Эшимбет                   | род. 1926               | Бригадир колхоза «Коммунизм» Гурленского района Хорезмской области | 08.04.1971      |            |
| 20         | Сабиров Якубай                    | 1908 — ????             | Старший чабан каракулеводческого совхоза «Кенемех» Министерства внешней торговли СССР, Кенемехский район Бухарской области                                                                  | 15.09.1948      |            |
| 21         | Сабирова Нурджаган Меджид кызы    | 01.07.1913 — ????       | Звеньевая колхоза имени Маленкова Белоканского района Азербайджанской ССР | 01.07.1949      |            |
| 22         | Сабкалова Таисия Васильевна       | 06.01.1928 — 21.10.2009 | Бригадир зерносовхоза имени А. Матросова Новосергиевского района Оренбургской области | 10.03.1976      | [ ГС 17 ]  |
| 23         | Саблев Павел Ефимович             | 14.07.1903 — 16.03.1975 | Директор Харьковского тракторного завода имени Серго Орджоникидзе Министерства тракторного и сельскохозяйственного машиностроения СССР                                                      | 05.08.1966      | [ ГС 18 ]  |
| 24         | Саблин Алексей Григорьевич        | 20.09.1927 — 31.08.1998 | Токарь Одесского завода прессов Министерства станкостроительной и инструментальной промышленности СССР                                                                                      | 05.04.1971      | [ ГС 19 ]  |
| 25         | Саблин Пётр Петрович              | род. 18.05.1927         | Капитан землечерпательного снаряда Каспийского рейдового управления морских путей Министерства морского флота СССР, Астраханская область                                                    | 03.08.1960      | [ ГС 20 ]  |
| 26         | Саблин Сергей Васильевич          | 15.11.1911 — 23.02.1995 | Бригадир малой комплексной бригады Пряжинского леспромхоза Министерства лесной, целлюлозно-бумажной и деревообрабатывающей промышленности СССР, Карельская АССР                             | 17.09.1966      | [ ГС 21 ]  |
| 27         | Сабурова Тохта                    | род. 1933               | Звеньевая колхоза «Коммунизм» Ильялинского района Ташаузской области | 30.07.1951      | [ ГС 22 ]  |
| 28         | Сабутов Кадыр Янмурзаевич         | 1936—2002               | Старший чабан госплемовцезавода «Червлённые буруны» Ногайского района Дагестанской АССР | 08.04.1971      | [ ГС 23 ]  |
| 29         | Сабутов Камов Баймурзаевич        | 1926—1982               | Старший чабан овцеплемзавода «Червлённые буруны» Ногайского района Дагестанской АССР | 27.11.1965      | [ ГС 24 ]  |
| 30         | Сава Сергей Иванович              | род. 20.04.1932         | Бригадир колхоза имени XXII съезда КПСС Владимир-Волынского района Волынской области | 22.12.1977      |            |
| 31         | Саванели Давид Андреевич          | 1894 — ????             | Управляющий отделением Цинандальского виноградарского совхоза Министерства пищевой промышленности СССР, Телавский район Грузинской ССР                                                      | 05.10.1949      | [ ГС 25 ]  |
| 32         | Саванели Реваз Андреевич          | 1897 — ????             | Бригадир Цинандальского виноградарского совхоза Министерства пищевой промышленности СССР, Телавский район Грузинской ССР                                                                    | 05.10.1949      |            |
| 33         | Саватеев Геннадий Васильевич      | 22.06.1925 — 28.07.1990 | Фрезеровщик Завода имени В. А. Дегтярёва Министерства оборонной промышленности СССР, гор. Ковров Владимирской области                                                                       | 28.07.1966      | [ ГС 26 ]  |
| 34         | Саватеева Августа Геннадьевна     | 25.03.1935 — 10.04.2017 | Старший мастер производственного объединения «Южный машиностроительный завод» Министерства общего машиностроения СССР, гор. Днепропетровск                                                  | 10.10.1982      | [ ГС 27 ]  |
| 35         | Саввахай Илья Дмитриевич          | 1913 — ????             | Механик отделения зернового совхоза имени 18 партсъезда Министерства совхозов СССР, Тельмановский район Сталинской области                                                                  | 14.05.1949      | [ ГС 28 ]  |
| 36         | Саввинов Афанасий Николаевич      | 1890 — 29.05.1964       | Заведующий коневодческой фермой колхоза имени Молотова Верхне-Вилюйского района Якутской АССР                                                                                               | 30.06.1949      | [ ГС 29 ]  |
| 37         | Саввичев Константин Иванович      | 20.02.1903 — 07.10.1980 | Заведующий отделом селекции Новозыбковской сельскохозяйственной опытной станции, Брянская область                                                                                           | 23.06.1966      | [ ГС 30 ]  |
| 38         | Савёлова Мария Ивановна           | 08.04.1929 — 22.11.2021 | Бригадир совхоза «Бугры» Всеволожского района Ленинградской области | 10.03.1980      | [ ГС 31 ]  |
| 39         | Савельев Анатолий Кузьмич         | 26.05.1939 — 07.02.2021 | Сталевар тихвинского филиала производственного объединения «Кировский завод» Министерства оборонной промышленности СССР, Ленинградская область                                              | 27.10.1980      | [ ГС 32 ]  |
| 40         | Савельев Борис Егорович           | 1925 — ????             | Звеньевой колхоза имени Ленина Народичского района Житомирской области | 10.03.1976      |            |
| 41         | Савельев Виктор Андреевич         | 31.12.1923 — 09.11.1981 | Токарь-расточник Владимирского тракторного завода имени А. А. Жданова Министерства тракторного и сельскохозяйственного машиностроения СССР                                                  | 05.08.1966      | [ ГС 33 ]  |
| 42         | Савельев Виктор Сергеевич         | 24.02.1928 — 25.12.2013 | Заведующий кафедрой факультетской хирургии 2-го Московского государственного медицинского института имени Н. И. Пирогова, академик Академии медицинских наук СССР                           | 23.02.1988      | [ ГС 34 ]  |
| 43         | Савельев Евстафий Фёдорович       | 11.07.1911 — 07.1994    | Старший калибровщик Гурьевского металлургического завода Кемеровского совнархоза | 19.07.1958      | [ ГС 35 ]  |
| 44         | Савельев Иван Агеевич             | 13.02.1912 — 18.02.1982 | Председатель колхоза «Путь к коммунизму» Владимировского района Астраханской область | 30.04.1966      | [ ГС 36 ]  |
| 45         | Савельев Константин Алексеевич    | 26.07.1902 — 17.02.1962 | Скотник-пастух колхоза «Пятилетка» Костромского района Костромской области | 04.07.1949      | [ ГС 37 ]  |
| 46         | Савельев Николай Фёдорович        | 22.10.1922 — 25.08.1996 | Токарь Саратовского завода электроприборов Министерства электронной промышленности СССР | 29.07.1966      | [ ГС 38 ]  |
| 47         | Савельев Павел Иванович           | 1918 — ????             | Токарь Вильнюсского станкостроительного завода «Коммунарас» Министерства станкостроительной и инструментальной промышленности СССР, Литовская ССР                                           | 05.04.1971      |            |
| 48         | Савельев Павел Фёдорович          | 04.07.1932 — 19.02.2001 | Мастер по добыче нефти нефтепромыслового управления «Алькеевнефть» объединения «Татнефть» Министерства нефтедобывающей промышленности СССР, Татарская АССР                                  | 23.05.1966      | [ ГС 39 ]  |
| 49         | Савельев Серафим Александрович    | 03.07.1926 — 01.12.1986 | Боцман теплохода «Сретенск» Балтийского государственного морского пароходства Министерства морского флота СССР, гор. Ленинград                                                              | 03.08.1960      | [ ГС 40 ]  |
| 50         | Савельева Анна Тимофеевна         | 16.02.1917 — 13.08.1992 | Главный зоотехник совхоза «Сампурский» Сампурского района Тамбовской области | 22.03.1966      | [ ГС 41 ]  |
| 51         | Савельева Варвара Фёдоровна       | 22.06.1928 — 25.07.2016 | Доярка совхоза «Безлюдовский» Харьковского района Харьковской области | 22.03.1966      | [ ГС 42 ]  |
| 51.000001  | Савенко Вера Иосифовна            | род. 1929               | Звеньевая колхоза имени 8 березня Карловского района Полтавской области | 23.06.1949      | [ ГС 43 ]  |
| 52         | Савенко Гавриил Кузьмич           | род. 1924               | Звеньевой колхоза «Пятилетка в 4 года» Кузнецкого района Кемеровской области | 25.02.1949      |            |
| 53         | Савенкова Анна Ивановна           | 15.10.1924 — 1988       | Бригадир колхоза имени Молотова Малоархангельского района Орловской области | 30.03.1948      | [ ГС 44 ]  |
| 54         | Савин Анатолий Иванович           | 06.04.1920 — 27.03.2016 | Генеральный директор и генеральный конструктор Центрального научно-исследовательского института «Комета» Министерства общего машиностроения СССР, гор. Москва                               | 15.09.1976      | [ ГС 45 ]  |
| 55         | Савин Аркадий Васильевич          | 18.06.1937 — 18.09.2017 | Машинист экскаватора Селижаровской передвижной механизированной колонны № 31 объединения «Калининмелиорация» Министерства мелиорации и водного хозяйства РСФСР, Калининская область         | 13.08.1986      | [ ГС 46 ]  |
| 56         | Савин Николай Михайлович          | 1911 — ????             | Директор Стахановской МТС Октябрьского района Сталинабадской области | 03.05.1949      |            |
| 57         | Савин Николай Петрович            | 1927—2001               | Бригадир совхоза «Приволжье» Приволжского района Куйбышевской области | 07.12.1973      | [ ГС 47 ]  |
| 58         | Савин Сергей Николаевич           | 17.07.1924 — 16.01.1990 | Слесарь-электромонтажник Воронежского завода радиодеталей Министерства радиопромышленности СССР                                                                                             | 29.07.1966      | [ ГС 48 ]  |
| 59         | Савинов Владимир Дмитриевич       | 14.11.1934 — 12.05.2007 | Комбайнёр совхоза «Шипуновский» Шипуновского района Алтайского края | 11.12.1973      | [ ГС 49 ]  |
| 60         | Савинова Валентина Никифоровна    | 08.02.1937 — 26.02.1996 | Бригадир отделочников строительного управления № 92 Жилстроя № 3 Куйбышевгидростроя Министерства энергетики и электрификации СССР, гор. Тольятти Куйбышевской области                       | 20.04.1971      | [ ГС 50 ]  |
| 60.000002  | Савинова Любовь Степановна        | род. 1938               | Звеньевая колхоза имени Свердлова Тираспольского района Молдавской ССР | 30.04.1966      |            |
| 61         | Савицкий Александр Иванович       | 02.09.1887 — 01.06.1973 | Заведующий кафедрой онкологии Центрального института усовершенствования врачей, академик Академии медицинских наук СССР, гор. Москва                                                        | 08.09.1967      | [ ГС 51 ]  |
| 62         | Савицкий Иван Иванович            | 10.09.1913 — 16.11.1994 | Директор Южного горно-обогатительного комбината, гор. Кривой Рог Днепропетровской области                                                                                                   | 19.07.1958      | [ ГС 52 ]  |
| 63         | Савичев Виктор Иванович           | 30.12.1929 — 23.03.2012 | Бригадир горнорабочих очистного забоя шахты Центральная-Восточная Лиховского шахтоуправления Министерства топливной промышленности РСФСР, Ростовская область                                | 20.04.1971      | [ ГС 53 ]  |
| 64         | Савичев Николай Ильич             | 25.03.1912 — 24.08.1968 | Мастер доменного цеха Магнитогорского металлургического комбината Челябинского совнархоза                                                                                                   | 19.07.1958      | [ ГС 54 ]  |
| 65         | Савкин Пётр Васильевич            | 14.05.1904 — 03.01.1981 | Директор Днепропетровского трубопрокатного завода имени В. И. Ленина Днепропетровского совнархоза                                                                                           | 19.07.1958      | [ ГС 55 ]  |
| 66         | Савкина Наталья Васильевна        | 1916 — ????             | Рабочая Фрунзенского мясоконсервного комбината Министерства мясной и молочной промышленности Киргизской ССР                                                                                 | 14.06.1966      | [ ГС 56 ]  |
| 67         | Савкина Ольга Петровна            | 18.09.1925 — 28.04.2000 | Старший оператор Ново-Бакинского нефтеперерабатывающего завода Совнархоза Азербайджанской ССР, гор. Баку                                                                                    | 07.03.1960      | [ ГС 57 ]  |
| 68         | Савоненко Нина Иосифовна          | 12.04.1921 — 25.02.1994 | Врач центральной районной больницы Гатчинского района Ленинградской области | 04.02.1969      | [ ГС 58 ]  |
| 69         | Савоничев Георгий Васильевич      | 02.04.1914 — 27.04.1991 | Директор Гусевского хрустального завода Министерства промышленности строительных материалов РСФСР, Владимирская область                                                                     | 07.05.1971      | [ ГС 59 ]  |
| 70         | Савостин Владимир Григорьевич     | 09.10.1906 — 02.07.1991 | Директор Карабалыкской сельскохозяйственной опытной станции, Комсомольский район Кустанайской области                                                                                       | 08.04.1971      | [ ГС 60 ]  |
| 71         | Савостьянова Раиса Петровна       | 30.12.1927 — 31.10.1992 | Прессовщица Тавдинского фанерного комбината Министерства лесной и деревообрабатывающей промышленности СССР, Свердловская область                                                            | 07.05.1971      | [ ГС 61 ]  |
| 72         | Савотиков Иван Васильевич         | 01.08.1932 — 02.09.2003 | Бригадир комплексной хозрасчётной бригады управления начальника работ № 149 Военно-строительного управления Министерства обороны СССР, гор. Москва                                          | 24.03.1981      | [ ГС 62 ]  |
| 73         | Савочкина Мария Сидоровна         | 11.06.1905 — 20.03.1982 | Заведующая свиноводческой товарной фермой колхоза «Память Ильича» Сараевского района Рязанской области                                                                                      | 08.01.1960      | [ ГС 63 ]  |
| 74         | Савушкин Василий Иванович         | 28.02.1912 — 10.01.1970 | Председатель колхоза «1 Мая» Узловского района Тульской области | 31.12.1965      | [ ГС 64 ]  |
| 75         | Савушкина Ксения Павловна         | 24.01.1906 — 09.09.1994 | Доярка колхоза имени Радищева Гжатского района Смоленской области | 10.03.1958      | [ ГС 65 ]  |
| 75.000003  | Савченко Александра Григорьевна   | 1925—1976               | Звеньевая колхоза «12 лет Октября» Лискинского района Воронежской области | 18.01.1948      | [ ГС 66 ]  |
| 76         | Савченко Алексей Фёдорович        | 24.02.1919 — 22.11.2007 | Генеральный директор Ленинградского производственного объединения «Ленмясопром» Министерства мясной и молочной промышленности РСФСР                                                         | 26.04.1971      | [ ГС 67 ]  |
| 77         | Савченко Андрей Трофимович        | 01.10.1904 — 08.02.1958 | Директор Красноармейского свеклосовхоза Министерства пищевой промышленности СССР, Эртильский район Воронежской области                                                                      | 18.05.1948      | [ ГС 68 ]  |
| 78         | Савченко Григорий Ефимович        | 1919—1979               | Машинист горного комбайна шахты № 12 треста «Орджоникидзеуголь» комбината «Артёмуголь» Министерства угольной промышленности Украинской ССР, Донецкая область                                | 29.06.1966      |            |
| 79         | Савченко Евгений Павлович         | 30.06.1925 — 11.04.1995 | Бригадир рыболовецкой бригады рыболовецкого колхоза имени Бекерева Карагинского района Камчатской области                                                                                   | 26.04.1971      | [ ГС 69 ]  |
| 80         | Савченко Екатерина Ивановна       | 15.09.1919 — 1999       | Звеньевая полеводческого звена Дмитро-Тарановского свеклосовхоза Министерства пищевой промышленности СССР, Микояновский район Курской области                                               | 14.05.1948      | [ ГС 70 ]  |
| 81         | Савченко Зинаида Александровна    | род. 07.03.1932         | Бригадир колхоза «Бируинца» Резинского района Молдавской ССР | 30.04.1966      | [ ГС 71 ]  |
| 82         | Савченко Иван Васильевич          | род. 15.05.1929         | Бригадир горнорабочих очистного забоя шахты «Южная» № 1 треста «Шахтантрацит» комбината «Ростовуголь» Министерства угольной промышленности СССР, Ростовская область                         | 29.06.1966      | [ ГС 72 ]  |
| 83         | Савченко Иван Михайлович          | 09.04.1919 — 07.04.1984 | Главный инженер Северного машиностроительного предприятия Министерства судостроительной промышленности СССР, гор. Северодвинск Архангельской области                                        | 30.03.1970      | [ ГС 73 ]  |
| 84         | Савченко Иван Фёдорович           | 03.08.1923 — 27.03.2001 | Заведующий птицеводческой фермой колхоза «Заповит Ленина» Гадячского района Полтавской области                                                                                              | 22.03.1966      | [ ГС 74 ]  |
| 85         | Савченко Михаил Павлович          | 1921 — ????             | Директор совхоза «Пролетар Харкивщины» Золочевского района Харьковской области | 22.03.1966      | [ ГС 75 ]  |
| 85.000004  | Савченко Татьяна Устимовна        | 07.07.1926 — 29.12.2000 | Звеньевая колхоза «Большевик» Полтавского района Полтавской области | 23.06.1949      | [ ГС 76 ]  |
| 86         | Савчик Фёдор Алексеевич           | 15.06.1915 — 17.12.1975 | Бригадир полеводческой бригады совхоза имени 10 лет БССР Министерства совхозов СССР, Любаньский район Бобруйской области                                                                    | 24.04.1948      | [ ГС 77 ]  |
| 87         | Савчин Мария Владимировна         | род. 19.12.1940         | Колхозница колхоза имени Жданова Каменско-Бугского района Львовской области | 15.12.1972      | [ ГС 78 ]  |
| 88         | Савчук Андрей Иосифович           | 16.03.1922 — 11.02.2004 | Директор Уральского электрохимического комбината Министерства среднего машиностроения СССР, Свердловская область                                                                            | 10.03.1981      | [ ГС 79 ]  |
| 89         | Савчук Андрей Никонович           | 17.10.1931 — 31.07.2009 | Бригадир тракторно-полеводческой бригады совхоза «Баталинский» Орджоникидзевского района Кустанайской области                                                                               | 08.04.1971      | [ ГС 80 ]  |
| 90         | Савчук Анна Антоновна             | 15.05.1910 — 19.09.1991 | Телятница колхоза имени Ленина Чертковского района Ростовской области | 22.03.1966      | [ ГС 81 ]  |
| 91         | Савчук Владимир Афанасьевич       | 15.01.1913 — 30.04.1974 | Председатель колхоза «Зоря комунизму» Новоселицкого района Черновицкой области | 26.02.1958      | [ ГС 82 ]  |
| 92         | Савчук Мария Нефедьевна           | 12.03.1930 — 23.02.2023 | Доярка совхоза «Южно-Сахалинский» Анивского района Сахалинской области | 06.09.1973      | [ ГС 83 ]  |
| 93         | Савчук Мария Яковлевна            | 23.03.1928 — 10.07.2008 | Свинарка совхоза «Лопандинский» Комаричского района Брянской области | 08.04.1971      | [ ГС 84 ]  |
| 94         | Савчук Николай Петрович           | 09.12.1938 — 18.05.2016 | Бурильщик шпуров производственного объединения «Уралкалий» Министерства по производству минеральных удобрений СССР, Пермская область                                                        | 18.09.1985      | [ ГС 85 ]  |
| 95         | Сагайдак Елена Пантелеевна        | 1918 — ????             | Звеньевая колхоза имени Карла Маркса Кировоградской области | 25.09.1948      |            |
| 96         | Сагайдачный Григорий Кузьмич      | 1905 — ????             | Капитан малого рыболовного сейнера колхоза «Красный труженик» Усть-Большерецкого района Камчатской области                                                                                  | 02.03.1957      | [ ГС 86 ]  |
| 97         | Сагандыков Люкот                  | 07.11.1924 — 04.08.2008 | Чабан совхоза «Черлакский» Нововаршавского района Омской области | 08.04.1971      | [ ГС 87 ]  |
| 98         | Сагдеев Нагуман Дарзыманович      | 1914 — ????             | Председатель колхоза имени Карла Маркса Ужурского района Красноярского края | 07.01.1948      | [ ГС 88 ]  |
| 99         | Сагдеев Роальд Зиннурович         | род. 26.12.1932         | Директор Института космических исследований Академии наук СССР, академик АН СССР, гор. Москва                                                                                               | 08.09.1986      | [ ГС 89 ]  |
| 100        | Сагдуллин Шарифулла Сагдуллович   | 29.07.1930 — 28.06.2001 | Тракторист совхоза «Северный» Арского района Татарской АССР | 10.03.1976      | [ ГС 90 ]  |
| 101        | Сагинбаева Канышбек               | 07.08.1937 — 31.12.2019 | Мастер Фрунзенской швейной фабрики «40 лет Октября» Министерства лёгкой промышленности Киргизской ССР                                                                                       | 02.07.1984      | [ ГС 91 ]  |
| 102        | Сагинов Абылкас                   | 27.12.1915 — 26.09.2006 | Академик Академии наук Казахской ССР, ректор Карагандинского политехнического института | 20.07.1971      | [ ГС 92 ]  |
| 103        | Сагинов Хаир                      | 1915—1982               | Звеньевой колхоза «Большевик» Куня-Ургенчского района Ташаузской области | 30.07.1951      | [ ГС 93 ]  |
| 104        | Сагинтаев Абдыр                   | 07.11.1921 — 12.02.1986 | Управляющий фермой каракулеводческого совхоза «Таласский» Министерства совхозов СССР, Таласский район Джамбулской области                                                                   | 01.12.1949      | [ ГС 94 ]  |
| 105        | Сагинтаев Бесжан                  | 1900 — ????             | Старший чабан колхоза «Уюм» Сары-Суйского района Джамбулской области | 12.07.1949      | [ ГС 95 ]  |
| 106        | Сагкаев Григорий Васильевич       | 01.11.1936 — 14.11.2016 | Бригадир колхоза села Дмениси Цхинвальского района Юго-Осетинской автономной области | 02.04.1966      | [ ГС 96 ]  |
| 107        | Сагымбаева Телегей Алмамбетовна   | 08.06.1902 — 1980       | Старший чабан совхоза «Кочкорка» Тянь-Шаньской области | 15.02.1957      | [ ГС 97 ]  |
| 108        | Садвакасов Жолдасбек              | 1910 — ????             | Старший чабан Рославльского совхоза Джамбулского района Алма-Атинской области | 29.03.1958      | [ ГС 98 ]  |
| 109        | Садвакасов Жунусбек               | 1898 — 11.1979          | Тракторист Косбармакской МТС Акмолинской области | 11.01.1957      | [ ГС 99 ]  |
| 110        | Садикова Кумрихан                 | 1918 — ????             | Помощник мастера Маргиланского шёлкового комбината имени В. В. Куйбышева Министерства лёгкой промышленности Узбекской ССР, Ферганская область                                               | 09.06.1966      |            |
| 111        | Садковский Иван Васильевич        | 25.07.1914 — 04.07.1987 | Машинист вращающейся печи Спасского цементно-шиферного завода Приморского совнархоза | 09.08.1958      | [ ГС 100 ] |
| 112        | Садова Мария Александровна        | 14.04.1925 — 03.11.2022 | Наладчица станков Московского автомобильного завода имени И. А. Лихачёва Министерства автомобильной промышленности СССР                                                                     | 30.07.1966      | [ ГС 101 ] |
| 113        | Садовая Александра Семёновна      | 03.1930 — 27.05.1990    | Звеньевая колхоза «Прогресс» Шаргородского района Винницкой области | 16.02.1948      | [ ГС 102 ] |
| 114        | Садовников Анатолий Александрович | род. 01.07.1933         | Штамповщик Владимирского тракторного завода имени А. А. Жданова Министерства тракторного и сельскохозяйственного машиностроения СССР                                                        | 05.04.1971      | [ ГС 103 ] |
| 115        | Садовникова Галина Васильевна     | 08.05.1936 — 15.07.2008 | Оператор Гусевского завода стекловолокна Министерства химической промышленности СССР, Владимирская область                                                                                  | 13.05.1977      | [ ГС 104 ] |
| 116        | Садовой Николай Карпович          | 1918—1980               | Комбайнёр Бехтерской МТС Голопристанского района Херсонской области | 10.06.1954      |            |
| 117        | Садовой Степан Никонорович        | род. 21.01.1926         | Председатель колхоза имени Шевченко Шепетовского района Хмельницкой области | 22.03.1966      | [ ГС 105 ] |
| 118        | Садовский Виссарион Дмитриевич    | 06.08.1908 — 17.02.1991 | Заведующий лабораторией физического металловедения Института физики металлов Уральского научного центра Академии наук СССР, академик АН СССР, гор. Свердловск                               | 04.08.1978      | [ ГС 106 ] |
| 119        | Садовский Михаил Александрович    | 06.11.1904 — 12.10.1994 | Научный руководитель Семипалатинского ядерного полигона, Семипалатинская область | 29.10.1949      | [ ГС 107 ] |
| 120        | Садоян Акоп Оганесович            | 1887 — ????             | Бригадир колхоза имени Жданова Октемберянского района Армянской ССР | 14.06.1950      | [ ГС 108 ] |
| 121        | Садриддинов Талбак                | 01.1921 — 28.06.2014    | Председатель колхоза имени Ломоносова Шаартузского района Курган-Тюбинской области | 26.02.1981      | [ ГС 109 ] |
| 122        | Садыков Абид Садыкович            | 15.11.1913 — 21.07.1987 | Директор Института биоорганической химии Академии наук Узбекской ССР, академик Академии наук СССР, Президент АН Узбекской ССР, гор. Ташкент                                                 | 16.11.1973      | [ ГС 110 ] |
| 123        | Садыков Ибайдулла                 | 19.11.1902 — 1978       | Председатель колхоза имени Калинина Ошского района Ошской области | 15.02.1957      | [ ГС 111 ] |
| 124        | Садыков Мустафа                   | род. 1927               | Шофёр Душанбинской автобазы Министерства автомобильного транспорта и дорожного хозяйства Таджикской ССР                                                                                     | 05.10.1966      |            |
| 125        | Садыков Сагингали                 | 1909 — ????             | Заведующий коневодством колхоза имени Микояна Гурьевского района Гурьевской области | 23.07.1948      | [ ГС 112 ] |
| 126        | Садыков Самед Курбан оглы         | 1903 — ????             | Звеньевой колхоза «Социализм» Марнеульского района Грузинской ССР | 03.05.1949      | [ ГС 113 ] |
| 127        | Садыков Тургунбай                 | род. 04.11.1935         | Скульптор, председатель правления Фонда культуры Республики Кыргызстан, народный художник СССР, гор. Бишкек                                                                                 | 28.11.1991      | [ ГС 114 ] |
| 128        | Садыков Фарит Шамсутдинович       | 29.09.1927 — 20.12.1987 | Звеньевой колхоза имени Фрунзе Кармаскалинского района Башкирской АССР | 07.12.1973      | [ ГС 115 ] |
| 129        | Садыкова Зайнаб Садыковна         | 09.01.1921 — 1977       | Председатель колхоза имени Вахитова Зеленодольского района Татарской АССР | 30.04.1966      |            |
| 130        | Садыкова Сыйнат Умаровна          | 1917—1976               | Председатель Кировского райисполкома Фрунзенской области | 15.02.1957      | [ ГС 116 ] |
| 131        | Садырбаев Жаукен                  | 1891—1970               | Старший чабан колхоза «Жана Арна» Абаевского района Семипалатинской области | 23.07.1948      | [ ГС 117 ] |
| 132        | Садыхов Аждар Тарверди оглы       | род. 12.06.1924         | Бригадир колхоза «Социализм» Ахсуинского района Азербайджанской ССР | 12.01.1951      |            |
| 133        | Садыхова Марал Закир кызы         | 1917 — ????             | Звеньевая колхоза имени Багирова Нухинского района Азербайджанской ССР | 01.07.1949      |            |
| 134        | Садыхова Суджаят Абдулла кызы     | род. 05.08.1925         | Звеньевая колхоза имени Клары Цеткин Шамхорского района Азербайджанской ССР | 08.08.1950      |            |
| 135        | Саенко Дмитрий Иванович           | 03.06.1922 — 06.08.2000 | Буровой мастер Шебелинской конторы бурения Харьковского совнархоза | 19.03.1959      | [ ГС 118 ] |
| 136        | Саенко Яков Яковлевич             | 1916 — ????             | Комбайнёр Баратовской МТС Снигирёвского района Николаевской области | 18.04.1952      |            |
| 137        | Сажин Николай Петрович            | 14.03.1897 — 23.02.1969 | Металлург, академик Академии наук СССР, гор. Москва | 14.03.1967      | [ ГС 119 ] |
| 138        | Сазакбаев Айхожа                  | 1900 — ????             | Старший чабан Тогускентского каракулеводческого совхоза Министерства внешней торговли СССР, Таласский район Джамбулской области                                                             | 15.09.1948      | [ ГС 120 ] |
| 139        | Сазонов Валентин Николаевич       | 1928 — 13.07.1986       | Слесарь предприятия № 7 Главного управления геодезии и картографии при Совете Министров СССР, гор. Москва                                                                                   | 24.03.1981      |            |
| 140        | Сазонов Василий Ильич             | 29.05.1912 — 10.09.1977 | Первый секретарь Братского райкома КПСС, Иркутская область | 22.03.1966      | [ ГС 121 ] |
| 141        | Сазонов Евстафий Иванович         | 12.08.1911 — 13.06.1976 | Комбайнёр МТС «Авангард» Акмолинского района Акмолинской области | 11.01.1957      | [ ГС 122 ] |
| 142        | Сазонов Иван Ильич                | 1923 — 17.02.1993       | Машинист экскаватора строительно-монтажного управления № 3 треста «Союзпроводмеханизация» Министерства строительства предприятий нефтяной и газовой промышленности СССР, гор. Москва        | 20.02.1975      | [ ГС 123 ] |
| 143        | Сазонов Иван Фёдорович            | 13.04.1938 — 13.05.2019 | Комбайнёр колхоза «Путь к коммунизму» Келлеровского района Кокчетавской области | 24.12.1976      | [ ГС 124 ] |
| 144        | Сазонова Елена Семёновна          | 1910 — ????             | Бригадир колхоза «Червоный плугатарь» Александровского района Сталинской области | 16.02.1948      | [ ГС 125 ] |
| 145        | Сазонова Лидия Ивановна           | род. 1929               | Мастер Ташкентского авиационного производственного объединения имени В. П. Чкалова Министерства авиационной промышленности СССР                                                             | 30.08.1982      |            |
| 146        | Сазыкин Николай Иванович          | 15.06.1909 — 10.11.1976 | Директор Арсеньевского машиностроительного завода «Прогресс» Министерства авиационной промышленности СССР, Приморский край                                                                  | 26.04.1971      | [ ГС 126 ] |
| 146.000005 | Сазыкина Анна Яковлевна           | 11.02.1923 — 20.03.1997 | Звеньевая зернового совхоза «Тихорецкий» Министерства совхозов СССР, Тихорецкий район Краснодарского края                                                                                   | 11.02.1949      | [ ГС 127 ] |
| 147        | Саибов Бахрон                     | 1903 — ????             | Звеньевой колхоза имени Ленина Комсомольского района Самаркандской области | 12.07.1949      |            |
| 148        | Саидмурадова Бике                 | род. 1935               | Звеньевая колхоза имени Ленина Кош-Купырского района Хорезмской области | 11.01.1957      | [ ГС 128 ] |
| 149        | Саидов Бауди Магомедович          | 1933 — 29.07.2011       | Бригадир совхоза «Джалка» Шалинского района Чечено-Ингушской АССР | 07.12.1973      | [ ГС 129 ] |
| 150        | Саидов Бекке                      | 1905 — ????             | Звеньевой колхоза имени Карла Маркса Баяутского района Ташкентской области | 11.01.1957      |            |
| 151        | Саидов Васид                      | 1909—1989               | Председатель Октябрьского райисполкома Сталинабадской области | 01.03.1948      |            |
| 152        | Саидов Мадамин                    | 1925 — ????             | Колхозник колхоза имени Димитрова Кувинского района Ферганской области | 11.01.1957      | [ ГС 130 ] |
| 153        | Саидов Мамаджан                   | 1926 — ????             | Бригадир электромонтёров Алмалыкского управления треста «Узэлектромонтаж» Министерства строительства Узбекской ССР, Ташкентская область                                                     | 12.01.1963      | [ ГС 131 ] |
| 154        | Саидов Мурад                      | род. 1933               | Машинист тепловоза локомотивного депо Самарканд Среднеазиатской железной дороги | 02.04.1981      | [ ГС 132 ] |
| 155        | Саидов Равшан                     | 1929 — ????             | Старший чабан колхоза «Ленинчи чарвадар» Нарпайского района Самаркандской области | 22.03.1966      |            |
| 156        | Саидов Расул                      | 1928 — ????             | Кокономотальщик Самаркандской шелкомотальной фабрики «Худжум» Министерства лёгкой промышленности Узбекской ССР                                                                              | 30.04.1980      | [ ГС 133 ] |
| 157        | Саидов Рахим                      | 1930 — ????             | Бригадир колхоза «XXII партсъезд» Гиссарского района Таджикской ССР | 20.02.1978      |            |
| 158        | Саидов Хайдар                     | 1914 — ????             | Бригадир тракторной бригады первой Денауской МТС Сурхан-Дарьинской области | 11.01.1957      | [ ГС 134 ] |
| 159        | Саидова Адолат                    | род. 1928               | Бригадир рабочих Ленинабадского консервного комбината Министерства пищевой промышленности Таджикской ССР                                                                                    | 21.07.1966      |            |
| 160        | Саидова Туман                     | 1913 — ????             | Председатель колхоза имени Карла Маркса Ак-Дарьинского района Самаркандской области | 11.01.1957      | [ ГС 135 ] |
| 161        | Саипов Ашур                       | 30.01.1924 — ????       | Мастер Ташкентского завода электронной техники имени В. И. Ленина Министерства электронной промышленности СССР                                                                              | 29.07.1966      | [ ГС 136 ] |
| 162        | Сай Алексей Григорьевич           | 1926—1997               | Комбайнёр Миллеровской МТС Миллеровского района Ростовской области | 11.08.1951      | [ ГС 137 ] |
| 163        | Сайгак Владимир Михайлович        | 31.10.1938 — 13.08.1996 | Заместитель начальника — генеральный конструктор Центрального специализированного конструкторского бюро Министерства общего машиностроения СССР, гор. Куйбышев                              | 01.10.1985      | [ ГС 138 ] |
| 164        | Сайганов Степан Павлович          | 17.04.1906 — 22.03.1961 | Директор Идринской МТС Идринского района Красноярского района | 07.01.1948      |            |
| 165        | Сайдахметов Ашим                  | 1901 — ????             | Звеньевой племенного молочного совхоза «Вревский» № 4 Министерства совхозов СССР, Чиназский район Ташкентской области                                                                       | 17.05.1951      |            |
| 166        | Сайназаров Беркинбай              | 1888—1950               | Старший табунщик колхоза имени Ленина Октябрьского района Талды-Курганской области | 23.07.1948      | [ ГС 139 ] |
| 167        | Сайфов Хабиб                      | род. 1926               | Бригадир совхоза «Герань» Кумсангирского района Таджикской ССР | 30.04.1966      |            |
| 168        | Сайфутдинова Майхонча             | 1919 — ????             | Доярка колхоза «Ленинград» Алты-Арыкского района Ферганской области | 07.03.1960      | [ ГС 140 ] |
| 169        | Сакадин Алексей Никитович         | 08.02.1928 — 13.12.1975 | Буровой мастер конторы бурения № 1 треста «Бузулукбурнефть» объединения «Оренбургнефть» Министерства нефтедобывающей промышленности СССР, Оренбургская область                              | 23.05.1966      | [ ГС 141 ] |
| 170        | Сакаева Мастура Фахрутдиновна     | 15.01.1916 — 16.05.2007 | Заведующая отделением республиканской больницы, гор. Уфа Башкирской АССР | 04.02.1969      | [ ГС 142 ] |
| 171        | Саканин Иван Степанович           | 04.03.1922 — 19.05.1998 | Колхозник колхоза имени Сталина Вурнарского района Чувашской АССР | 13.07.1950      | [ ГС 143 ] |
| 172        | Саканина Валентина Михайловна     | 19.02.1920 — 14.05.2002 | Колхозница колхоза имени Сталина Вурнарского района Чувашской АССР | 13.07.1950      | [ ГС 144 ] |
| 173        | Сакания Калистрат Константинович  | 17.01.1911 — 24.01.1979 | Бригадир колхоза имени Молотова Гудаутского района Абхазской АССР | 21.02.1948      | [ ГС 145 ] |
| 174        | Сакания Нора Георгиевна           | 1936 — 06.2016          | Чаевод колхоза «Дурипш» Гудаутского района Абхазской АССР | 26.02.1981      | [ ГС 146 ] |
| 175        | Сакварелидзе Сергей Викторович    | 1911 — ????             | Секретарь Зестафонского райкома Компартии (большевиков) Грузии | 09.08.1949      | [ ГС 147 ] |
| 176        | Сакович Геннадий Викторович       | род. 13.04.1931         | Генеральный директор научно-производственного объединения «Алтай» Министерства оборонной промышленности СССР, гор. Бийск Алтайского края                                                    | 03.08.1990      | [ ГС 148 ] |
| 177        | Саковский Лютиан Васильевич       | род. 08.03.1935         | Тракторист колхоза «Октябрь» Хойникского района Гомельской области | 12.12.1973      | [ ГС 149 ] |
| 178        | Саксеева Наталья Никифоровна      | 12.08.1914 — 22.08.2000 | Бригадир полеводческой бригады Земетчинского свеклосовхоза Министерства пищевой промышленности СССР, Земетчинский район Пензенской области                                                  | 18.05.1948      | [ ГС 150 ] |
| 179        | Сакун Александра Григорьевна      | 15.04.1932 — 07.11.2021 | Доярка колхоза «Победа» Бобруйского района Могилёвской области | 18.01.1958      | [ ГС 151 ] |
| 180        | Сакун Фёдор Павлович              | 25.08.1929 — 16.12.2003 | Председатель колхоза имени Войкова Нижнегорского района Крымской области | 08.04.1971      | [ ГС 152 ] |
| 181        | Саламатин Владимир Александрович  | 1912—1976               | Машинист экскаватора строительно-монтажного управления «Ангарагэсстрой» Министерства строительства электростанций СССР, Иркутская область                                                   | 11.01.1960      |            |
| 182        | Саламбеков Борис Константинович   | 25.12.1907 — 01.07.1978 | Начальник Октябрьской железной дороги, гор. Ленинград | 05.11.1943      | [ ГС 153 ] |
| 183        | Саланова Анна Ивановна            | 25.09.1916 — 26.03.1997 | Доярка колхоза «Пролетарий» Раменского района Московской области | 07.04.1949      | [ ГС 154 ] |
| 184        | Саласюк Владимир Митрофанович     | 01.04.1927 — 18.05.1996 | Начальник комбината «Кривбасстрой» Министерства строительства предприятий тяжёлой индустрии Украинской ССР, Днепропетровская область                                                        | 08.04.1975      | [ ГС 155 ] |
| 185        | Салатов Виктор Арсентьевич        | 19.01.1927 — 26.09.2018 | Шлифовщик Ульяновского автомобильного завода Министерства автомобильной промышленности СССР                                                                                                 | 22.08.1966      | [ ГС 156 ] |
| 186        | Салахов Таир Теймур оглы          | 29.11.1928 — 21.05.2021 | Заведующий кафедрой живописи и композиции Московского художественного института имени В. И. Сурикова, первый секретарь правления Союза художников СССР, народный художник СССР, гор. Москва | 24.02.1989      | [ ГС 157 ] |
| 187        | Салахян Варсеник Вагановна        | 1906—1985               | Начальник Агбашского гидроучастка управления оросительных систем канала имени Сталина, Арташатский район Армянской ССР                                                                      | 16.10.1950      | [ ГС 158 ] |
| 188        | Салашный Яков Яковлевич           | 05.10.1914 — 11.02.2001 | Тракторист колхоза имени XV съезда ВКП(б) Котелевского района Полтавской области | 23.06.1966      | [ ГС 159 ] |
| 189        | Салвариди Стилиан Иванович        | 1910—1966               | Звеньевой колхоза имени Ворошилова Дагвинского сельсовета Кобулетского района Аджарской АССР                                                                                                | 29.08.1949      | [ ГС 160 ] |
| 190        | Салдаев Михаил Иванович           | 1900—1979               | Председатель колхоза имени Ленина Волжского района Куйбышевской области | 21.11.1958      | [ ГС 161 ] |
| 191        | Салей Иван Семёнович              | 05.09.1931 — 2012       | Бригадир комплексной бригады строительного треста № 11 Министерства промышленного строительства СССР, гор. Гродно                                                                           | 05.04.1971      | [ ГС 162 ] |
| 192        | Саленик Константин Павлович       | 20.08.1931 — 08.05.2011 | Шлифовщик Минского завода автоматических линий Министерства станкостроительной и инструментальной промышленности СССР                                                                       | 05.04.1971      | [ ГС 163 ] |
| 193        | Салиев Абдупатто                  | род. 1938               | Механизатор совхоза «Ленинчи» Бозского района Андижанской области | 26.02.1981      | [ ГС 164 ] |
| 194        | Салиев Заирджон                   | 1905 — ????             | Звеньевой колхоза «Правда» Ленинабадского района Ленинабадской области | 01.03.1948      |            |
| 195        | Салиев Нурали                     | 1909 — ????             | Председатель колхоза имени Дзержинского Гиссарского района Сталинабадской области | 01.03.1948      |            |
| 196        | Салиев Сафар                      | 12.06.1925 — ????       | Бригадир совхоза-техникума имени Куйбышева Вахшского района Таджикской ССР | 03.04.1965      |            |
| 197        | Салиев Хашимбай                   | 1893—1982               | Звеньевой колхоза имени Молотова Ленинабадского района Ленинабадской области | 01.03.1948      | [ ГС 165 ] |
| 198        | Саликов Андрей Григорьевич        | 29.12.1918 — 1987       | Механизатор колхоза имени Калинина Знаменского района Тамбовской области | 11.12.1973      |            |
| 199        | Саликова Лайла                    | род. 1937               | Звеньевая колхоза имени Маленкова Орджоникидзевского района Ташкентской области | 11.01.1957      | [ ГС 166 ] |
| 200        | Салимзянов Галимзян Закирзянович  | 01.09.1923 — 19.12.2005 | Аппаратчик Казанского химического комбината имени Вахитова Министерства пищевой промышленности РСФСР, Татарская АССР                                                                        | 26.04.1971      | [ ГС 167 ] |
| 201        | Салимов Мухамет Каримович         | 14.02.1925 — 04.12.2000 | Бригадир плотников строительно-монтажного поезда № 826 треста «Уфимтрансстрой» Министерства транспортного строительства СССР, Башкирская АССР                                               | 28.07.1966      | [ ГС 168 ] |
| 202        | Салимов Нуридин                   | род. 1929               | Звеньевой колхоза имени Орджоникидзе Сталинабадского района Сталинабадской области | 03.05.1949      |            |
| 203        | Салимов Сабах Мухамадеевич        | 15.03.1930 — 22.12.1997 | Старший оператор Уфимского нефтеперерабатывающего завода имени XXII съезда КПСС Министерства нефтеперерабатывающей и нефтехимической промышленности СССР, Башкирская АССР                   | 16.06.1975      | [ ГС 169 ] |
| 204        | Салимов Тиша                      | 1913 — ????             | Первый секретарь Свердловского райкома Компартии Узбекистана, Бухарская область | 11.01.1957      | [ ГС 170 ] |
| 205        | Салин Виктор Яковлевич            | 27.10.1924 — 12.10.1991 | Слесарь-сборщик производственного объединения «Новосибирский приборостроительный завод» Министерства оборонной промышленности СССР                                                          | 22.07.1977      | [ ГС 171 ] |
| 206        | Салихов Александр Яковлевич       | 19.02.1895 — 02.10.1984 | Председатель колхоза «Новый путь» Кимовского района Московской области | 07.04.1949      | [ ГС 172 ] |
| 207        | Салия Виктор Дзакоевич            | 25.12.1907 — ????       | Старший механик Зугдидской МТС Зугдидского района Грузинской ССР | 21.02.1948      | [ ГС 173 ] |
| 208        | Салманов Сарван Каракиши оглы     | 22.12.1927 — 2003       | Мастер каскада Мингечаурских ГЭС имени В. И. Ленина Министерства энергетики и электрификации СССР, Азербайджанская ССР                                                                      | 20.04.1971      | [ ГС 174 ] |
| 209        | Салманов Фарман Курбан оглы       | 28.07.1931 — 31.03.2007 | Начальник Правдинской нефтеразведочной экспедиции Тюменского геологического управления Министерства геологии РСФСР, Ханты-Мансийский национальный округ                                     | 04.07.1966      | [ ГС 175 ] |
| 210        | Салмин Алексей Фёдорович          | 17.01.1917 — 27.05.1977 | Директор Ново-Малыклинской МТС Ульяновской области | 27.02.1948      | [ ГС 176 ] |
| 211        | Салов Евгений Михайлович          | 08.09.1911 — 20.04.1994 | Директор Кузнецкого металлургического комбината имени В. И. Ленина Министерства чёрной металлургии СССР, Кемеровская область                                                                | 30.03.1971      | [ ГС 177 ] |
| 212        | Салова Мария Николаевна           | 1914 — ????             | Звеньевая колхоза имени Карла Маркса Кировоградской области | 25.09.1948      |            |
| 213        | Салова Татьяна Сергеевна          | 1913 — ????             | Свинарка свиноводческого совхоза «Забойщик» Министерства совхозов СССР, Лисичанский район Ворошиловградской области                                                                         | 22.10.1949      | [ ГС 178 ] |
| 214        | Салогуб Алексей Тимофеевич        | род. 1929               | Бригадир тракторной бригады колхоза «Украина» Золотоношского района Черкасской области | 08.04.1971      |            |
| 215        | Салогуб Василий Порфирович        | 21.03.1912 — 25.11.1965 | Комбайнёр Батуринской МТС Брюховецкого района Краснодарского края | 13.06.1952      | [ ГС 179 ] |
| 216        | Саломатина Вера Михайловна        | 04.01.1924 — 19.12.1981 | Звеньевая колхоза «Красный Октябрь» Лево-Россошанского района Воронежской области | 18.01.1948      | [ ГС 180 ] |
| 216.000006 | Саломатина Евдокия Ефимовна       | 07.05.1928 — 1978       | Звеньевая колхоза «Красный Октябрь» Лево-Россошанского района Воронежской области | 18.01.1948      | [ ГС 181 ] |
| 217        | Салтайс Гунар Янович              | 18.04.1930 — 1997       | Капитан-директор большого морозильного рыболовного траулера «Леон Паэгле» Управления экспедиционного лова, Латвийская ССР                                                                   | 13.04.1963      | [ ГС 182 ] |
| 218        | Салтанович Тимофей Емельянович    | 12.02.1912 — 13.01.1976 | Председатель колхоза имени Кирова Оршанского района Витебской области | 22.03.1966      | [ ГС 183 ] |
| 219        | Салтыкова Федосия Петровна        | 05.04.1927 — 01.03.2007 | Свинарка колхоза имени М. Горького Кугарчинского района Башкирской АССР | 22.03.1966      | [ ГС 184 ] |
| 220        | Салуквадзе Аревалус Давидовна     | 1902 — ????             | Звеньевая колхоза имени Руставели Сухумского района Абхазской АССР | 06.10.1950      | [ ГС 185 ] |
| 221        | Салыбаев Бектемис                 | 1915 — ????             | Старший чабан колхоза имени Серго Сары-Суйского района Джамбулской области | 12.07.1949      | [ ГС 186 ] |
| 222        | Салыкбаев Ауесхан                 | род. 20.05.1929         | Дежурный по механизированной горке станции Арысь Казахской железной дороги, Чимкентская область                                                                                             | 04.08.1966      | [ ГС 187 ] |
| 223        | Сальников Александр Лаврентьевич  | 11.11.1926 — 26.09.1981 | Бригадир колхоза «Чишма» Актанышского района Татарской АССР | 23.06.1966      | [ ГС 188 ] |
| 224        | Сальникова Екатерина Андреевна    | 08.12.1928 — 03.10.2016 | Мастер Березниковского азотнотукового завода Министерства химической промышленности СССР, Пермская область                                                                                  | 15.01.1974      | [ ГС 189 ] |
| 225        | Сальникова Любовь Семёновна       | 09.01.1921 — 11.09.2009 | Звеньевая Талды-Курганского свеклосовхоза Министерства пищевой промышленности СССР, Талды-Курганская область                                                                                | 08.05.1948      | [ ГС 190 ] |

| Навигационная таблица | Навигационная таблица    |
| --------------------- | ------------------------ |
| «С»                   | Саакян — Сальникова      |
| «С»                   | Самадалашвили — Саяхимов |
| «С»                   | Сборщикова — Сечина      |
| «С»                   | Сибиркин — Сиюхов        |
| «С»                   | Скаженик — Смыслин       |
| «С»                   | Снегирёв — Союстов       |
| «С»                   | Спаривак — Стычинский    |
| «С»                   | Субаев — Сяплов          |